# Кім Чун Су
Кім Чун Су (кор. 김정수, 7 липня 1981, Канвондо) — південнокорейський бобслеїст та скелетоніст, розганяючий, виступав за збірну Південної Кореї з 2006 до 2011 року. Брав участь в зимових Олімпійських іграх У Ванкувері. Переможець національних першостей, учасник європейських і світових змагань.

## Біографія
Кім Чун Су народився 7 липня 1981 року в провінції Канвондо. З дитинства захоплювався спортом, але в професійний скелетон прийшов тільки в 2006 році, причому відразу ж подолав відбір в національну збірну і став брати участь в найбільших міжнародних стартах. Зокрема, в листопаді дебютував на етапі Кубка Європи в австрійському Іглсі і зайняв в чоловічому заліку лише сорок п'яте місце. Спортсмен швидко прогресував і через пару місяців на етапі в німецькому Вінтерберзі вже увійшов в десятку найсильніших. У другому сезоні став крім скелетона виступати ще й у бобслеї розганяючим, і часом ці виступи виявлялися досить успішними, так, на етапі північноамериканського кубка в Парк-Сіті його четвірка завоювала бронзову медаль. Наступного року стабільно потрапляв в кращу двадцятку, а кілька разів зупинявся буквально за крок від призових позицій. Вперше побував на дорослому чемпіонаті світу, на трасі німецького Альтенберга, його четвірка фінішувала двадцять другою.
У листопаді 2008 року відбувся його дебют на Кубку світу, на етапі в Вінтерберзі його четвірка фінішувала двадцять п'ятою. У лютому 2009 року Кім Чун Су вдруге побував на світовій першості, заїзди проходили на трасі американського Лейк-Плесіда, і тепер його четвірка фінішувала двадцятою. На завершені сезону вдало виступив на північноамериканському кубку, додавши в послужний список ще одну бронзову нагороду. Завдяки низці вдалих виступів удостоївся права захищати честь країни на зимових Олімпійських іграх 2010 року у Ванкувері, де в складі чотиримісного екіпажу Кан Гван Бе фінішував дев'ятнадцятим. Після цих заїздів змагався ще протягом одного сезону, їздив на етапи Кубка Північної Америки, однак, жодного разу не потрапивши в десятку найсильніших, через високу конкуренцію в збірній незабаром змушений був завершити кар'єру професійного спортсмена.